# Barragem de Olushandja

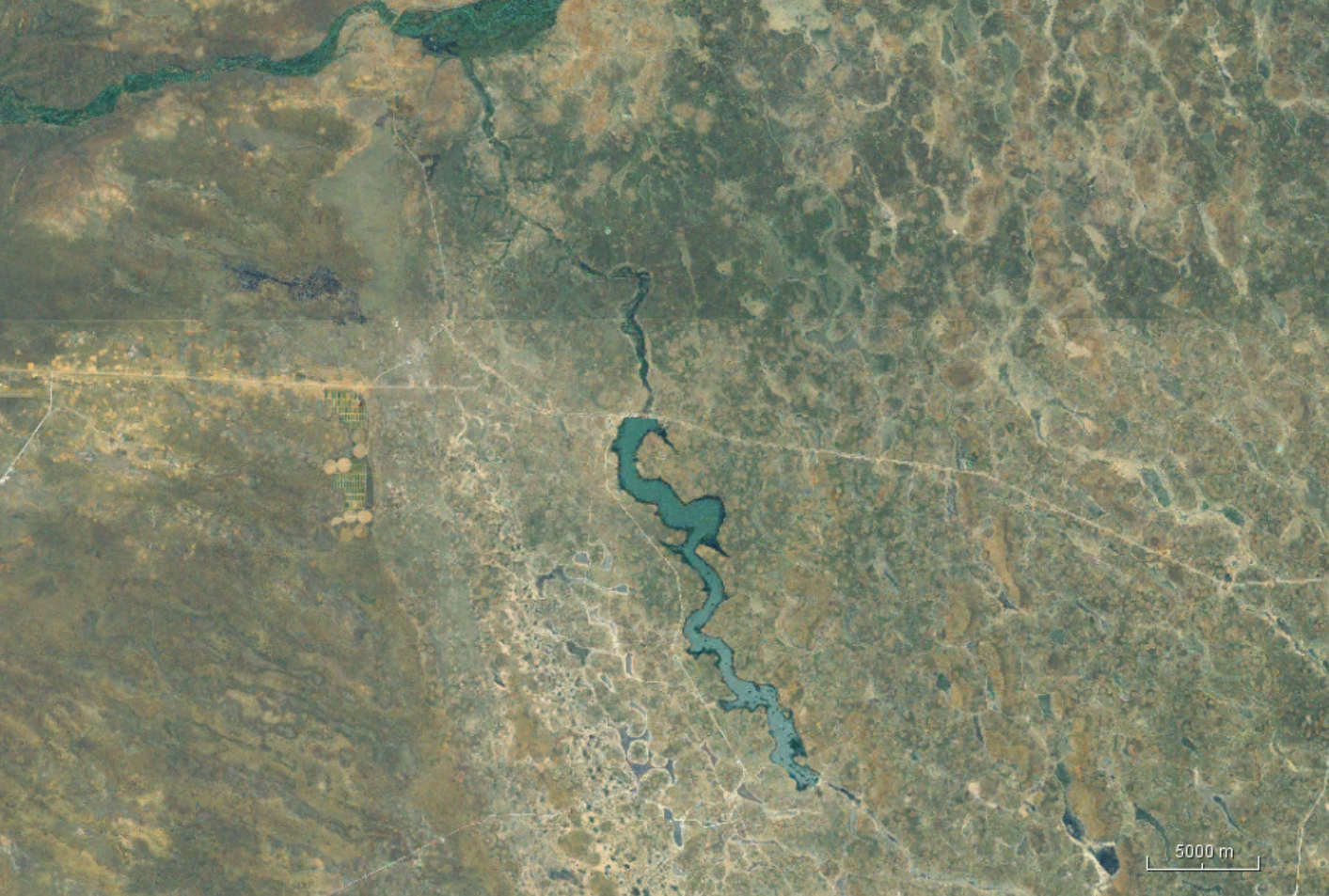
Barragem de Olushandja

A Barragem de Olushandja é uma barragem localizada nas proximidade de Oshakati, Região de Oshana, Namíbia. A albufeira tem uma capacidade máxima de 42 331 Mm3 e é alimentada por água do Rio Cunene aduzida por um canal proveniente da Barragem do Calueque (Angola).